# یوژف چاک
یوژف چاک (مجاری: József Csák؛ زادهٔ ۱۰ نوامبر ۱۹۶۶) جودوکار اهل مجارستان بود.